# 24 juillet dans les chemins de fer
24 juin 24 août
Chronologies thématiques
- Croisades
- Sports
- Disney

Cette page concerne les événements qui se sont déroulés un 24 juillet dans les chemins de fer.

## Événements

### XIXesiècle
- 1865 : en France, ouverture de la Ligne de Serquigny à Oissel qui dessert les villes de Serquigny (Eure), Elbeuf (Seine-Maritime) et Oissel (Seine-Maritime), principaux nœuds ferroviaires du parcours (Compagnie de l'Ouest).
- 1870 : aux États-Unis, le premier train à relier la côte Pacifique à la côte Atlantique du pays arrive à New York.

### XXesiècle
- 1996 : en France, Louis Gallois, PDG de l'Aérospatiale, est nommé président de la SNCF, en remplacement de Loïk Le Floch-Prigent, mis en examen dans le cadre de l'affaire Elf.

### XXIesiècle
- 2024 : en France, dans les Pyrénées-Orientales, un TER qui reliait Villefranche-de-Conflent à Perpignan déraille à cause d'une coulée de boue, à la hauteur de Eus faisant cinq blessés légers[1].